# Język nukumanu
Język nukumanu, także tasman – język z grupy polinezyjskiej języków austronezyjskich używany przez mieszkańców atolu Nukumanu w prowincji Bougainville w Papui-Nowej Gwinei. Według danych z 2015 roku posługuje się nim 750 osób.